# Diona Reasonover
Diona Reasonover (6 januari 1992) is een Amerikaans actrice en scenarioschrijfster.

## Carrière
Reasonover speelt sinds 2011 in kortfilms. Haar debuut in een langspeelfilm maakte ze in 2015 in No More Bieber. Ze speelde ook tal van gastrollen in verschillende Amerikaanse series, voornamelijk humoristische sketchshows. Haar eerste grote rol kreeg ze in NCIS, waar ze Pauley Perrette (Abby) verving als forensisch onderzoeker. Naast het acteren schrijft ze zelf ook scenario's voor series.

## Filmografie

### Films
| Jaar | Film               | Rol                      | Extra      |
| ---- | ------------------ | ------------------------ | ---------- |
| 2015 | No More Bieber     | Diona                    |            |
| 2016 | Charity Case       | Kara                     |            |
| 2017 | The Night Watchmen | Penny                    |            |
| 2017 | The Clapper        | Big Bang Theory Producer | uncredited |
| 2017 | Relatively Happy   | Sydney                   |            |
| 2020 | Film Fest          | Alex Davis               |            |

### Series
| Jaar       | Serie                                        | Rol                | Extra                |
| ---------- | -------------------------------------------- | ------------------ | -------------------- |
| 2015       | Doris & Mary-Anne Are Breaking Out of Prison | Mary-Anne          | 1 afl.               |
| 2015       | Clipped                                      | Charmaine Eskowitz | 10 afl.              |
| 2015       | Comedy Bang! Bang!                           | Verkoopster        | 1 afl.               |
| 2015       | Girl Meets World                             | Sister Mary Beth   | 1 afl.               |
| 2015       | Computer Show                                | Angela Dancy       | 1 afl.               |
| 2016       | Superstore                                   | Huisdiereigenaar   | 1 afl.               |
| 2016       | 2 Broke Girls                                | Becky              | 1 afl.               |
| 2016       | Adam Ruins Everything                        | /                  | Schrijfster, 14 afl. |
| 2017       | Drive Share                                  | Bestuurder         | 3 afl.               |
| 2017       | Transparent                                  | Improviseerder 2   | 1 afl.               |
| 2017       | Do You Want to See a Dead Body?              | Julie              | 1 afl.               |
| 2017       | I Love You, America                          | /                  | Schrijfster, 10 afl. |
| 2017       | I Love Dick                                  | /                  | Schrijfster, 1 afl.  |
| 2017-2019  | Future Man                                   | Estelle Kronish    | 2 afl.               |
| 2018       | Grace and Frankie                            | Ann Reins          | 1 afl.               |
| 2018-heden | NCIS                                         | Kasie Hines        | 47 afl.              |
| 2021       | No Activity                                  | stem               | 1 afl.               |

### Awards en nominaties
| Jaar | Prijs     | Categorie                    | Film/Serie          | Resultaat   |
| ---- | --------- | ---------------------------- | ------------------- | ----------- |
| 2019 | WGA Award | Comedy/Variety Sketch Series | I Love You, America | Genomineerd |

- Library of Congress Control Number: no2019180356
- Virtual International Authority File: 2070157643183738590007